# Ennearthron victori
Ennearthron victori is een keversoort uit de familie houtzwamkevers (Ciidae). De wetenschappelijke naam van de soort werd in 2003 gepubliceerd door Lopes-Andrade & Zacaro.